# Frideloh von Heidegg
Frideloh von Heidegg, auch Heideck und Haidegg, (* im 11. oder 12. Jahrhundert; † 11. März 1159) war Abt des Klosters Reichenau (1139–1159).

## Leben
Frideloh von Heidegg stammte wie Ulrich von Dapfen, Abt von 1088 bis 1123, von der Schwäbischen Alb um Reutlingen/Münsingen/Trochtelfingen.
Er wurde nach einer Auseinandersetzung zwischen König Konrad der Staufer und dem Welfen Heinrich der Stolze, die das Schicksal der Reichenau in den Jahren 1138 und 1139 stark mitbeeinflußt hatten, 1138 zum Abt gewählt. Heinrich der Stolze war damals Inhaber der Gesamtvogtei über die Reichenau. Herzog Konrad von Zähringen brachte sich aber in Position und wurde einer der tatkräftigsten Gegner des Welfen. Er brachte es zuwege, dass der welfische Vogt, vom König geächtet, auch auf der Reichenau alle Macht verlor und dass auf der Insel ein Anhänger der königlichen Partei, der 1137 in zwiespältiger Wahl eben aufgestellte Frideloh von Heidegg, 1138 die Abtsgewalt übernehmen konnte.
Als Abt des Klosters Reichenau war er sodann zusammen mit seinem Kustos Uldarich hauptsächlich damit beschäftigt das Kloster nach dem Investiturstreit wieder in geordnete Bahnen zu lenken. Wichtige Entscheidungen im Zusammenhang mit der Neuordnung von Lehen und Pfründen wurden von Abt Frideloh in der Jahrzeitstiftung von 1142 und des Ritters Markward aus dem Jahre 1165 dokumentiert. Frideloh förderte die Feierlichkeiten um das Pelagiusfest auf der Insel Reichenau.
Abt Frideloh steht ebenso für die lange unterbrochene Wiederaufnahme der Einträge in das Verbrüderungsbuch der Abtei Reichenau (Liber confraternitatum Augiensis) und die Erneuerung der Gebetsverbrüderung mit dem Kloster St. Gallen (1145) wie auch dem Westschweizer Priorat Münchenwiler und weiteren Klöstern. Im Reichenauer Krankenhaus richtete er eine St. Gallus-Kapelle ein. Zugleich wurde aber auch die unter Abt Ulrich II. von Dapfen begonnene Fälscherei wieder aufgenommen.
Nach dem Tod von Abt Frideloh am 11. März 1159 wurde sein Bruder Ulrich (Ulrich IV.) zum Abt der Reichenau gewählt.